# Gostan Zarian
Gostan Zarian (en arménien Կոստան Զարյան), né le 8 février 1885 à Chamakhi (Azerbaïdjan actuel) et mort le 11 décembre 1969 à Erevan (Arménie) est un écrivain et poète arménien.

## Biographie
Fils d'un général de l'armée du tsar, il passe son enfance à Bakou où il accomplit ses premières études dans un gymnasium russe, et où il accompagne son frère aîné. Après des études à Paris, puis à Bruxelles, où il suit des cours à l'université en philosophie et littérature et obtient le titre de docteur ès lettres, il publie ses premiers poèmes dans des revues parisiennes et il côtoie Archag Tchobanian avec lequel il polémique. Puis, il part à Venise, chez les pères mékhitaristes où il étudie sa langue maternelle. Ce proche de Marinetti et des futuristes italiens compose des poèmes en langue italienne, et inspirera même une symphonie au musicien Ottorino Respighi.
Il séjourne dans l'Empire ottoman à Constantinople en 1912 quelque temps avant le génocide et lance, avec Daniel Varoujan et Hagop Oshagan la revue Mehyan en 1914 avant de se réfugier en Bulgarie, il est citoyen russe. Il revient à Istanbul pour lancer la revue Partsravank. Il va ensuite au Proche-Orient où il enseigne pendant deux années l'histoire de l'art à l'Université américaine de Beyrouth, ainsi qu'aux États-Unis à l'Université Columbia.
En 1960, il s'installe à Erevan et acquiert la citoyenneté soviétique. Il continue de voyager dans le monde. Enseignant, ses cours portent sur « l'histoire de la littérature européenne ». Il meurt à Erevan.
Parmi ses œuvres : La Couronne des jours (Oréri bsague, Constantinople, 1922), La Fille de Tatrakom (Dadrakomi harse, Boston, 1930), Monde et Dieux, L'île et un homme, des poèmes ainsi que des notes de voyage.
Il cherche à « sonder les profondeurs de l'âme arménienne ». Politiquement, il est proche des Dachnaks. Il est surtout connu pour le roman Le Bateau sur la montagne (Nave léran vra), publié en 1943 à Boston. Son style recèle une grande puissance évocatoire. Il y brosse un portrait de l'Arménie ressuscitée après la victoire de Sardarapat autour de l'année 1918. Avec ce chef-d'œuvre, Gostan Zarian est entré dans le patrimoine mondial des œuvres universelles.

## Œuvres
- La Couronne des jours (Oréri bsague, Constantinople, 1922)
- La Fille de Tatrakom (Dadrakomi harse, Boston, 1930)
- Le Bateau sur la montagne (Nave léran vra, Boston, 1943), [œuvre de référence]
- Œuvres, Antélias 1975
- Le Pancoop et les os de mammouth, Antélias, Liban 1987
- Monde et Dieux
- L'Île et un homme
- Poèmes
- Notes de voyage

## Poème
« IL TE FAUT
Il te faut t'élever si haut

Que tu ne sois plus visible à toi-même

ni aux autres.
L'arbre devant la maison

Est couvert de feuilles

Et moi je suis troublé

Enfoui dans le bruit

Prisonnier de la vision. (…) »

— Poésie arménienne, trad. Charles Dobzynski, p. 238.

## Postérité littéraire
Selon le critique Krikor Beledian, Zarian est « une présence encombrante » pour les jeunes écrivains d'aujourd'hui. Il écrit : « L'œuvre de Zarian et, peut-être encore plus, le panache de sa personnalité fascinent certes mais, en même temps, soulèvent chez la plupart des jeunes une réaction de rejet qu'il est vain de vouloir expliquer par la jalousie ou la situation matérielle enviable de Zarian (ce dernier va contracter un mariage avec une riche Américaine). Il nous semble que les jeunes écrivains n'ont pas la culture brillante de Zarian qui dans ses carnets de voyages, survole les époques et les œuvres passant de Dante à Spengler, de Vinci à Nietzsche à Ulysse de Joyce. (…) Malgré sa renommée, Zarian reste un personnage dont l'œuvre suscite plus d'interrogation que d'admiration, chez les jeunes ».

## Traductions en français
- Le Bateau sur la montagne, traduit de l'arménien oriental par Pierre Ter-Sarkissian, coll. « Cadre Vert », éd. du Seuil, 1er février 1986  (ISBN 978-2020090810), 441 pages, republié aux éd. Thaddée, Paris, 2012  (ISBN 9782919131075).
- Dans Fragments d'Arménie, éd. Presses de la Cité : un texte de Zarian. Paris, 2007  (ISBN 9782258073883).
- L'île et un homme, traduit par Pierre Ter-Sarkissian, éd. Parenthèses, Marseille, 1997  (ISBN 9782863640883).

## Traduction en italien
- Tre Canti per dire i dolori della terra e i dolori dei cieli, L'Eroica, La Spezia, 1916.